# Preglovo
Preglovo (en macédonien Преглово) est un village de l'ouest de la Macédoine du Nord, situé dans la municipalité de Plasnitsa. Le village comptait 1079 habitants en 2002.

## Démographie
Lors du recensement de 2002, le village comptait :
- Turcs : 1 070
- Albanais : 3
- Macédoniens : 1
- Autres : 5